# Sean Kingston
Pour les articles homonymes, voir Sean et Kingston.
 (juin 2018).
Si vous disposez d'ouvrages ou d'articles de référence ou si vous connaissez des sites web de qualité traitant du thème abordé ici, merci de compléter l'article en donnant les références utiles à sa vérifiabilité et en les liant à la section « Notes et références ».
Kisean Paul Anderson, né le 3 février 1990 à Miami en Floride, plus connu par son nom de scène Sean Kingston, est un chanteur et auteur-compositeur-interprète américano-jamaïcain. Son style musical est un mélange de reggae et de pop mais il rappe également. Il est le premier artiste à avoir signé sur Beluga Heights, le label du producteur Jonathan "JR" Rotem.

## Biographie
Kisean Anderson, aussi connu sous le nom de Vali, naît et grandit à Miami mais revendique ses racines jamaïquaines. Kisean Anderson arrive dans la musique après avoir réussi à contacter par courriel le producteur américain Jonathan "JR" Rotem, qui s'intéresse à son univers historique proposant un mélange de Rock, Jazz et Pop. Il a aussi publié un album en collaboration avec Lil Wayne appelé : The dick of Mike. L'artiste se retrouve en tête d'affiche du label de ce dernier, Beluga Heights, qui devient le producteur exécutif de son premier album Sean Kingston. En 2011 il a fait une apparition dans un épisode de La Vie de croisière de Zack et Cody, saison 3, épisode 8: "c'est la fête!" (party on!) dans son propre rôle. Le 29 mai 2011, il est hospitalisé dans un état critique, après un accident de jet ski, à Miami.

### Beautiful Girls, la porte vers le succès
Son premier single, Beautiful Girls, remporte le succès dans les charts de plusieurs pays.
Sean Kingston est plongé dans la musique dès son enfance grâce à son oncle Buju Banton, artiste de reggae, ainsi que son grand-père Jack Ruby, producteur de Burning Spear. Il écrit la totalité de ses textes en préférant mettre en avant sa créativité plutôt que le côté provocateur que l'on retrouve souvent dans le milieu du hip-hop ou le R&B.

## Affaires judiciaires
Le 23 mai 2024, le manoir loué à Southwest Ranches, en Floride, par Sean Kingston, a été perquisitionné par une équipe de police SWAT et sa mère a été arrêtée. Le mandat d'arrêt fédéral a été émis sur plusieurs cas de fraude et de vol présumés. Sean Kingston a été arrêté quelques heures plus tard en Californie après un concert à Fort Irwin, et il a été incarcéré dans le comté de San Bernardino. Kingston a renoncé à son droit de lutter contre l'extradition et a été envoyé à la prison du comté de Broward en Floride,. Une semaine plus tard, Sean Kingston a été libéré de garde à vue après avoir versé une caution de 100 000 $.

## Discographie

### Albums studio
- 2007 : Sean Kingston
- 2009 : Tomorrow
- 2013 : Back 2 Life

### Singles
- 2007 : Beautiful Girls
- 2007 : Me Love
- 2008 : Take You There
- 2008 : I'm Eighteen
- 2009 : Fire Burning
- 2009 : Face Drop
- 2010 : Eenie Meenie (feat. Justin Bieber)
- 2011 : Ready Or Not (feat. Michael Mind)
- 2012 : Rum And Raybans (feat. Cher Lloyd)
- 2013 : Beat It (feat. Chris Brown & Wiz Khalifa)
- 2014 : Smoke Signals
- 2015 : Wait Up
- 2019 : Peace Of Mind (feat. Tory Lanez & Davido)

### Télévision
- 2010 : La Vie de croisière de Zack et Cody : lui-même : saison 3 épisode 8.
- Mon incroyable anniversaire : lui-même, Mtv.
- 2012 : Body of Proof : Rôle de Marley le Chauffeur de taxi (VF: Jean-michel Vaubien) : Saison 2 épisode 15.

The Hills : lui-même

### Collaborations
- 2007 What Is It (Baby Bash featuring Sean Kingston)
- 2007 Love Like This (Natasha Bedingfield featuring Sean Kingston)
- 2007 Big Girls Don't Cry (remix) (Fergie featuring Sean Kingston)
- 2007 Too Young (Lil Fizz featuring Sean Kingston)
- 2007 Shorty Got Back (Fransisco featuring Eric Jay & Sean Kingston)
- 2007 Doin' Dat (Clyde Carson featuring Sean Kingston)
- 2007 Like This (Mims featuring She Dirty & Sean Kingston & Red Café & N.O.R.E.)
- 2007 Reggae (remix) (Mims featuring Sean Kingston & Mr. Vegas & Vybz Kartel)
- 2007 America's Got Talent (featuring Butterscotch (en))
- 2007 The Sweet Escape Tour de Gwen Stefani du 26 octobre - 9 novembre.
- 2007 The Tonight Show with Jay Leno
- 2007 Colours (Sean Kingston featuring Rick Ross & The Game)
- 2008 Ghetto Girl (Sean Kingston featuring Mann)
- 2008 There's Nothin (Sean Kingston featuring The Dey & Juelz Santana)
- 2008 Still in love (Girlicious featuring Sean Kingston)
- 2008 Roll (Flo Rida featuring Sean Kingston)
- 2008 That's Gangsta (Bun B featuring Sean Kingston)
- 2009 I'm At War (Lil Wayne featuring Sean Kingston)
- 2009 Follow Me  (Sean Paul featuring Sean Kingston)
- 2009 Feel It  (Three 6 Mafia Feat Flo Rida & Sean Kingston & Tiësto)
- 2010 Sneak Peak (Justin Bieber featuring Sean Kingston)
- 2010 Eenie Meenie (Justin Bieber featuring Sean Kingston)
- 2010 Rude Girl (Sean Kingston featuring Detail)
- 2010 Put that on my hood (Sean Kingston featuring Bow Wow)
- 2010 Letting Go (Sean Kingston featuring Nicki Minaj)
- 2010 Shawty Let's Go (Sean Kingston featuring Justin Bieber)
- 2010 BBM (Sean Kingston featuring Soulja Boy)
- 2011 Fever (Sean Kingston featuring Wisin y Yandel)
- 2012 Back 2 life (Sean Kingston featuring T.I)
- 2012 Rum And Raybans (Sean Kingston featuring Cher Lloyd)
- 2013 Smoke That Blunt (Sean Kingston featuring Wiz Khalifa)
- 2013 Beat It (Sean Kingston featuring Chris Brown & Wiz Khalifa)

## Récompenses et Nominations

### MTV Video Music Awards Japan
- 2013 Best Reggae Video	"Back 2 Life (Live It Up)"	T.I.
- 2008		Best Reggae Video	"Beautiful Girls".

### Billboard Latin Music Awards
- 2010		Crossover Artist of the Year, Solo.

### Nickelodeon Kids' Choice Awards
- 2010 Favorite Male Singer.
- 2008 pour le titre "Beautiful Girls".

### NRJ Music Awards
- 2008		International Revelation of the Year.
- 2008		International Song of the Year.
- MOBO Awards
  - 2007:Best Reggage Act (nomination)
- Teen Choice Awards
  - 2007: Choice R&B Track Beautiful Girls
  - 2007: Choice Summer Track Beautiful Girls (nomination)

### MuchMusic Video Awards
- 2008 International Video - Artist	"Beautiful Girls".

### NAACP Image Awards
- 2008		Outstanding New Artist.